# 謝爾蓋·特羅菲莫夫
謝爾蓋·謝爾蓋耶維奇·特羅菲莫夫（俄语：Сергей Сергеевич Трофимов，1995年7月27日—），俄羅斯速度滑冰運動員，他代表俄羅斯奧林匹克委員會隊參加了中國舉行的2022年冬季奧林匹克運動會，並且在男子團體追逐比賽上獲得銀牌。